# Antoine-Marie Zaccaria
Pour les articles homonymes, voir Saint Antoine et Zaccaria.
Antoine-Marie Zaccaria, né en 1502 à Crémone en Lombardie et mort le 5 juillet 1539, est un religieux catholique italien fondateur des Clercs réguliers de saint Paul et vénéré comme Saint par l'Église catholique.

## Biographie
Antoine naît à Crémone dans le duché de Milan en 1503. Il perd son père alors qu'il n'a que deux ans. Enfant unique, il est élevé par sa mère qui l'élève dans la piété.
Il étudie la philosophie à l'université de Pavie puis, en 1520, la médecine à Padoue. À la fin de ses études, il exerce comme médecin à Crémone, entre 1524 et 1527, de façon désintéressée.
En 1527, il commence des études religieuses afin de devenir prêtre, il est ordonné en 1528. Il travaille intensément dans les hôpitaux et autres institutions qui accueillent les pauvres, avant de devenir le directeur spirituel de la comtesse Ludovica Torelli, qu'il accompagne à Milan en 1530.
C'est durant son séjour à Milan qu'il fonde les Clercs réguliers de saint Paul, ainsi que celle des Sœurs angéliques de Saint-Paul, la branche féminine, et les oblats de Saint-Paul, pour les gens mariés. Ces trois branches se consacrent au ministère paroissial, à l'éducation des jeunes et à la mission évangélique dans un but de réforme et d'aide à la société de leur temps.
Les bases de la doctrine des Barnabites s'appuient sur l'Eucharistie et l'enseignement de saint Paul. Toutefois, en dénonçant certains abus de l'Église catholique, Antoine-Marie se fait de nombreux ennemis jusqu'à être accusé d'hérésie, accusation dont il est blanchi à deux reprises.
En 1536, il se rend à Vicence, où il réforme deux couvents et fonde la seconde maison de son ordre.
C'est pendant son séjour à Vicence qu'il popularise l'Adoration du Saint Sacrement auprès des laïcs, et qu'il institue la sonnerie des cloches des églises le vendredi à 15h en souvenir de la Crucifixion du Christ.
Antoine-Marie Zaccaria laisse peu d'écrits : douze lettres, six sermons, ainsi que les constitutions des Barnabites.

### Mort
Lors d'une mission à Guastalla, en 1539, il est atteint d'une forte fièvre, qui, associée à ses nombreuses mortifications et à sa santé précaire, l'emporte. Il meurt le 5 juillet 1539 à l'âge de 37 ans.
Ses funérailles sont célébrées à Crémone et il est enseveli dans le cimetière du couvent des Sœurs de Saint Paul. Vingt-sept années plus tard, sa dépouille est relevée, et son corps, découvert incorrompu, est transféré à Milan et enterré dans le monastère de San Paolo delle Angeliche. Le 8 mai 1891, ses reliques sont exhumées et transférées à l'église San Barnaba, à Milan.

## Béatification et canonisation

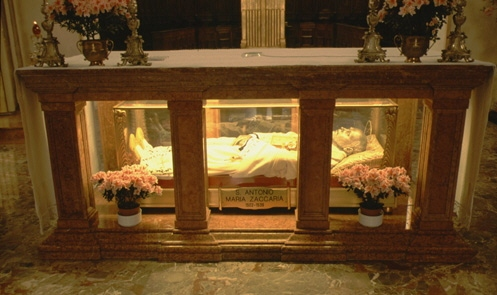
Antoine-Marie Zaccaria

Antoine-Marie Zaccaria a été béatifié le 3 janvier 1890 à Rome par le pape Léon XIII et canonisé par ce même pape le 15 mai 1897. Sa fête est fixée au 5 juillet.

## Sources
- (en)  Cet article contient des extraits traduits d'un article de la Catholic Encyclopedia dont le contenu se trouve dans le domaine public.

- (en) Cet article est partiellement ou en totalité issu de l’article de Wikipédia en anglais intitulé « Anthony Maria Zaccaria » (voir la liste des auteurs).
- Le petit livre des saints - Rosa Giorgi - Larousse - 2006 - page 398 -  (ISBN 2-03-582665-9)